# Polinice
senz'armati in Micene ospite ei venne,

onde far gente che alle sacre mura

li seguisse di Tebe, a cui già mossa

avean la guerra; e ne fêr ressa e preghi

per ottenerne generosi aiuti;

e volevam noi darli, e la domanda

tutta appagar; ma con infausti segni

Giove da tanto ne distolse.»
(Iliade, IV, 377-384)
Polinice (in greco antico: Πολυνείκης?, Polynèikēs) è un personaggio della mitologia greca (parte integrante del ciclo tebano), figlio di Edipo e di Giocasta, fratello di Eteocle, Antigone, Ismene e padre di Tersandro, Adrasto e Timea.

## La cacciata di Edipo e la diarchia
Nel dodicesimo anno in cui Edipo regnava su Tebe, una virulenta pestilenza colpì la città: interrogando l'indovino Tiresia, Edipo scoprì che la città era contaminata da un μίασμα (mìasma, in greco, "contaminazione") inviato dal dio Apollo, e che questi non l'avrebbe richiamato fino a che non fosse stato scoperto e punito l'assassino di Laio, predecessore di Edipo sul trono. L'indagine portò a un risultato agghiacciante: Edipo scoprì di essere il figlio di Laio e Giocasta, di aver ucciso inconsapevolmente suo padre per una lite a un crocicchio, ed essendo divenuto re al suo posto, dopo aver sconfitto la Sfinge, di aver sposato e aver giaciuto con sua madre Giocasta. Sconvolto per il parricidio e l'incesto, Edipo si cavò gli occhi e, per allontanare la pestilenza, fu bandito ed esiliato dalla città; sulla porta cittadina, pressato dalla folla, avrebbe scagliato maledizioni sugli dèi, su Creonte e in particolare sui suoi figli, "augurando" loro di uccidersi vicendevolmente. Secondo una variante del mito Edipo non avrebbe abbandonato Tebe dopo essersi accecato, ma si sarebbe rinchiuso in una delle camere più remote del palazzo. Giocasta, invece, disgustata dalla relazione avuta con il figlio e omicida del precedente marito, si impiccò.
Il regno, dunque, fu gestito da Creonte, il fratello di Giocasta, per un breve periodo d'interregno. Una volta raggiunta l'età per regnare, Eteocle e Polinice, essendo gemelli e non potendo vantare un diritto certo sul trono, si accordarono per istituire una forma di diarchia, regnando insieme, a turno, un anno alla volta. Fu estratto a sorte chi avrebbe iniziato per primo: Eteocle.

## Esilio di Polinice ad Argo

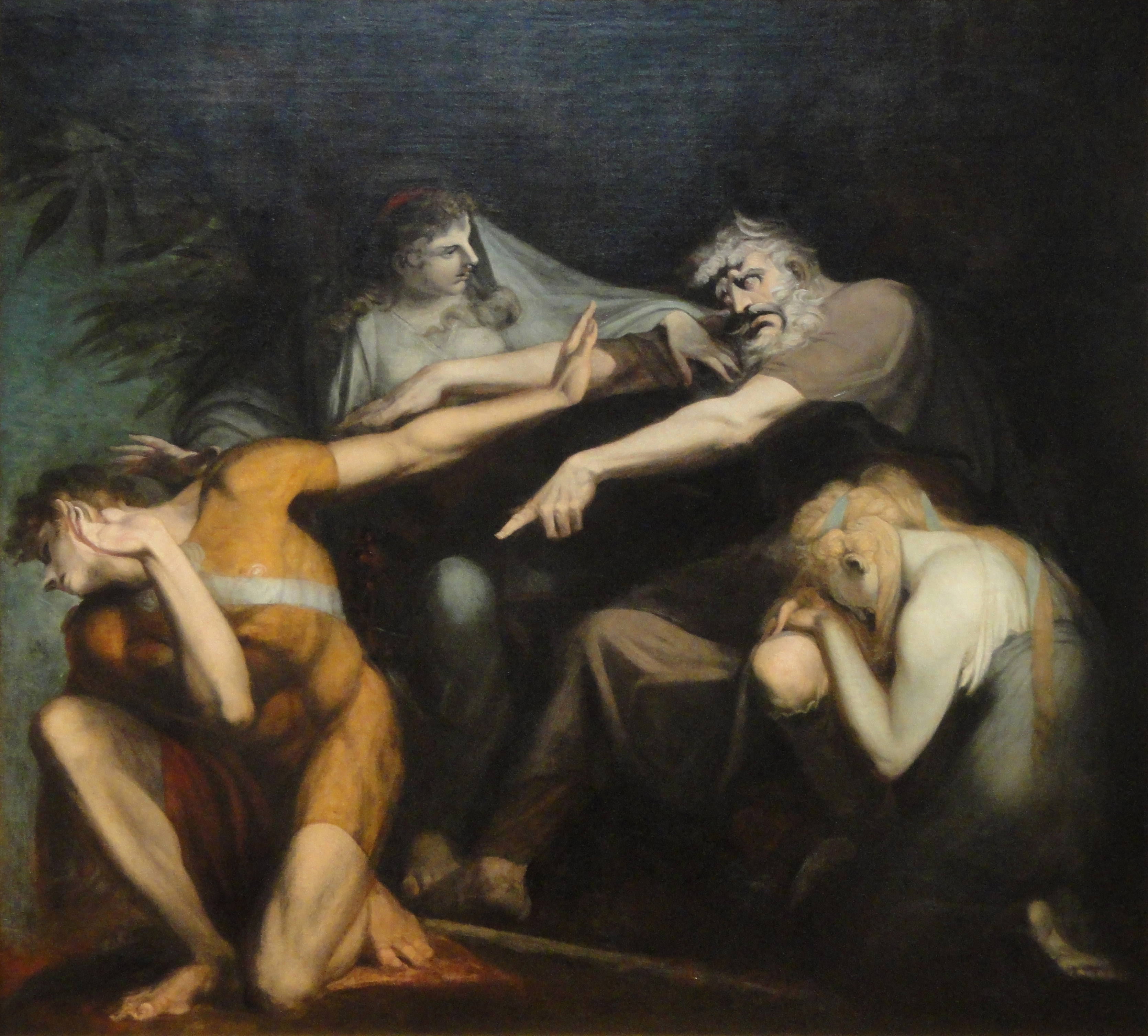
Johann Heinrich Füssli, Edipo impreca contro il figlio Polinice, National Gallery of Art, Washington

E la spartizione avrebbe funzionato, se, nel momento in cui Polinice doveva salire al trono, Eteocle non l'avesse fatto imprigionare e allontanare dalla città, tacciandolo d'incompetenza e malvagità ed escludendolo dalla successione al trono.
Iniziò così l'esilio di Polinice, che allontanandosi dalla Beozia raggiunse il Peloponneso e quindi la rocca di Argo, dove regnava Adrasto. Qui era radunato uno stuolo di pretendenti che si contendeva le figlie di Adrasto, Argia (o Egia) e Deipile; per non farsi nemici potenti, Adrasto aveva domandato alla Pizia di Delfi quale pretendente dovesse scegliere, ottenendo questa risposta:
"Aggioga a un carro a due ruote il cinghiale e il leone che combattono nel tuo palazzo." Essendo un leone l'emblema di Tebe e un cinghiale quello di Calidone, da cui proveniva un altro principe esiliato, Tideo, quando Adrasto vide i due principi litigare e giungere quasi ad uccidersi per motivi futili, memore della profezia assegnò Egia a Polinice e diede Deipile a Tideo. Non solo: promise ai due principi di restaurare il potere che era stato loro usurpato.

## La guerra contro Tebe
Riunì dunque i capi argivi: Capaneo, Ippomedonte, il veggente Anfiarao, l'arcade Partenopeo; pose se stesso e il genero Polinice al comando.
Marciarono verso Tebe, nonostante le resistenze di Anfiarao, il quale aveva previsto che quella spedizione non avrebbe portato nulla di buono ai suoi comandanti; fu convinto da sua moglie Erifile, sorella di Adrasto, corrotta da Polinice con il dono della collana magica di Afrodite, che si diceva capace di conservare l'eterna bellezza, e che la dea aveva in passato donato all'ava tebana Armonia.
Attestatisi gli argivi sul monte Citerone, Adrasto inviò Tideo come messo a Eteocle, affinché questi rinunciasse al trono in favore di Polinice. Vedendo la richiesta respinta, Tideo sfidò a duello tutti i capi tebani, li sconfisse uno dopo l'altro incutendo in essi un forte timore. Vedendo fallire le vie diplomatiche, l'esercito di Adrasto e Polinice si dispose ad attaccare la città: un campione per ciascuna delle sette porte di Tebe.
Tiresia, consultato dai tebani, garantì che i tebani sarebbero stati vittoriosi se un principe di sangue reale si fosse volontariamente offerto in sacrificio ad Ares; si dice allora che Meneceo, uno dei figli di Creonte, si uccise davanti alle porte. La profezia di Tiresia si rivelò veritiera: pur essendo i tebani sconfitti in una scaramuccia e respinti in città, nel momento in cui Capaneo appoggiò una scala alle mura e cominciò a salirvi, gloriandosi della propria forza, fu abbattuto da un fulmine inviato da Zeus. I tebani ripresero vigore, si scagliarono fuori dalle porte uccidendo altri tre dei sette eroi; il tebano Melanippo ferì al ventre Tideo; Atena, profondamente affezionata al suo protetto, si affrettò a ottenere da Zeus un miracoloso filtro che gli avrebbe consentito immediatamente di riprendersi: ma Anfiarao, che odiava Tideo per l'impegno con cui aveva spinto a favore di questa spedizione, uccise Melanippo staccandogli la testa, che offrì astutamente all'alleato comandandogli di spaccarne il cranio e inghiottirne le cervella. Tideo obbedì e Atena, disgustata, rovesciò a terra il filtro e fuggì via.
Solo Anfiarao, Adrasto e Polinice restavano in vita: proprio il principe tebano si offrì di stabilire la successione al trono in duello con il fratello, che accettò la sfida. Nel corso di un'aspra battaglia, i due contendenti si uccisero a vicenda. Creonte, il loro zio, assunse la reggenza e si scagliò con l'esercito contro i nemici, ormai demotivati e demoralizzati. Anfiarao, che fuggiva con un cocchio lungo le rive del fiume Ismeno, fu inghiottito da un buco scavato nel terreno da una folgore divina, e divenne uno dei sovrani del regno dei morti.

## I cadaveri insepolti: l'eroismo di Antigone, l'astuzia di Teseo
Polinice, dichiarato nemico della patria, doveva restare, per ordine di Creonte, insepolto, alla mercé di vermi e animali; Antigone, impietosita dalla sorte dell'amato fratello, disobbedì, accingendosi a salutarlo con una sepoltura simbolica (secondo altre versioni, invece, allestendo una pira e cremando il cadavere). Arrestata dalle guardie, ammise di fronte allo zio le proprie responsabilità, richiamandosi alle "norme non scritte degli dèi", che prevalgono sempre su quelle poste dagli uomini. Condannata a essere sotterrata viva, l'adolescente Antigone non resse di fronte alla sua sventura, e s'impiccò; il suo promesso sposo, Emone, che aveva tanto insistito perché venisse graziata e aveva infine ottenuto di andare a liberarla, la scoprì suicida e si tolse a sua volta la vita.
Adrasto era sfuggito dalla disfatta in sella al suo cavallo alato, Arione. Quando scoprì che, per editto di Creonte, vigeva il divieto di dar sepoltura ai corpi dei nemici, si recò ad Atene e impetrò da Teseo che marciasse contro Tebe e punisse l'empietà del nuovo tiranno. Teseo lo fece immediatamente, attaccò la città di sorpresa, fece prigioniero Creonte e affidò i cadaveri insepolti al rogo funebre. Evadne, moglie di Capaneo, si gettò sul rogo comune e arse viva, per giacere vicino al luogo in cui era stato fulminato suo marito.
A distanza di anni, furono i figli degli eroi sconfitti nella prima spedizione a impadronirsi di Tebe (nel corso della spedizione degli Epigoni, vale a dire "discendenti"), guidata da Tersandro, figlio di Polinice ed Egia, che riconquistò così il trono, riuscendo nell'impresa che il padre aveva fallito.

## Genealogia
|         |         |         |         |         |         |         |         |         |         |       |       | Cadmo    | Cadmo    | Cadmo    | Cadmo    | Cadmo    | Cadmo    |          |          | Armonia  | Armonia  | Armonia  | Armonia  | Armonia  | Armonia  |      |      |        |        |        |        |        |        |     |     |          |          |          |          |          |          |          |          |          |          |  |  |         |         |         |         |         |         |         |         |         |         |         |         |         |         |  |  |          |          |          |          |          |          |  |  |  |  |  |  |  |  |  |  |  |  |  |  |  |  |  |  |  |  |  |  |  |  |  |  |  |  |  |  |
|         |         |         |         |         |         |         |         |         |         |       |       | Cadmo    | Cadmo    | Cadmo    | Cadmo    | Cadmo    | Cadmo    |          |          | Armonia  | Armonia  | Armonia  | Armonia  | Armonia  | Armonia  |      |      |        |        |        |        |        |        |     |     |          |          |          |          |          |          |          |          |          |          |  |  |         |         |         |         |         |         |         |         |         |         |         |         |         |         |  |  |          |          |          |          |          |          |  |  |  |  |  |  |  |  |  |  |  |  |  |  |  |  |  |  |  |  |  |  |  |  |  |  |  |  |  |  |
|         |         |         |         |         |         |         |         |         |         |       |       |          |          |          |          |          |          |          |          |          |          |          |          |          |          |      |      |        |        |        |        |        |        |     |     |          |          |          |          |          |          |          |          |          |          |  |  |         |         |         |         |         |         |         |         |         |         |         |         |         |         |  |  |          |          |          |          |          |          |  |  |  |  |  |  |  |  |  |  |  |  |  |  |  |  |  |  |  |  |  |  |  |  |  |  |  |  |  |  |
|         |         |         |         |         |         |         |         |         |         |       |       |          |          |          |          |          |          |          |          |          |          |          |          |          |          |      |      |        |        |        |        |        |        |     |     |          |          |          |          |          |          |          |          |          |          |  |  |         |         |         |         |         |         |         |         |         |         |         |         |         |         |  |  |          |          |          |          |          |          |  |  |  |  |  |  |  |  |  |  |  |  |  |  |  |  |  |  |  |  |  |  |  |  |  |  |  |  |  |  |
|         |         |         |         |         |         |         |         |         |         |       |       |          |          |          |          |          |          |          |          |          |          |          |          |          |          |      |      |        |        |        |        |        |        |     |     |          |          |          |          |          |          |          |          |          |          |  |  |         |         |         |         |         |         |         |         |         |         |         |         |         |         |  |  |          |          |          |          |          |          |  |  |  |  |  |  |  |  |  |  |  |  |  |  |  |  |  |  |  |  |  |  |  |  |  |  |  |  |  |  |
| Echione | Echione | Echione | Echione | Echione | Echione |         |         | Agave   | Agave   | Agave | Agave | Agave    | Agave    |          |          | Semele   | Semele   | Semele   | Semele   | Semele   | Semele   |          |          | Zeus     | Zeus     | Zeus | Zeus | Zeus   | Zeus   |        |        | Ino    | Ino    | Ino | Ino | Ino      | Ino      |          |          | Atamante | Atamante | Atamante | Atamante | Atamante | Atamante |  |  | Autonoe | Autonoe | Autonoe | Autonoe | Autonoe | Autonoe |         |         | Aristeo | Aristeo | Aristeo | Aristeo | Aristeo | Aristeo |  |  | Polidoro | Polidoro | Polidoro | Polidoro | Polidoro | Polidoro |  |  |  |  |  |  |  |  |  |  |  |  |  |  |  |  |  |  |  |  |  |  |  |  |  |  |  |  |  |  |
| Echione | Echione | Echione | Echione | Echione | Echione |         |         | Agave   | Agave   | Agave | Agave | Agave    | Agave    |          |          | Semele   | Semele   | Semele   | Semele   | Semele   | Semele   |          |          | Zeus     | Zeus     | Zeus | Zeus | Zeus   | Zeus   |        |        | Ino    | Ino    | Ino | Ino | Ino      | Ino      |          |          | Atamante | Atamante | Atamante | Atamante | Atamante | Atamante |  |  | Autonoe | Autonoe | Autonoe | Autonoe | Autonoe | Autonoe |         |         | Aristeo | Aristeo | Aristeo | Aristeo | Aristeo | Aristeo |  |  | Polidoro | Polidoro | Polidoro | Polidoro | Polidoro | Polidoro |  |  |  |  |  |  |  |  |  |  |  |  |  |  |  |  |  |  |  |  |  |  |  |  |  |  |  |  |  |  |
|         |         |         |         |         |         |         |         |         |         |       |       |          |          |          |          |          |          |          |          |          |          |          |          |          |          |      |      |        |        |        |        |        |        |     |     |          |          |          |          |          |          |          |          |          |          |  |  |         |         |         |         |         |         |         |         |         |         |         |         |         |         |  |  |          |          |          |          |          |          |  |  |  |  |  |  |  |  |  |  |  |  |  |  |  |  |  |  |  |  |  |  |  |  |  |  |  |  |  |  |
|         |         |         |         | Penteo  | Penteo  | Penteo  | Penteo  | Penteo  | Penteo  |       |       |          |          |          |          |          |          |          |          | Dioniso  | Dioniso  | Dioniso  | Dioniso  | Dioniso  | Dioniso  |      |      |        |        |        |        |        |        |     |     | Palemone | Palemone | Palemone | Palemone | Palemone | Palemone |          |          |          |          |  |  |         |         |         |         | Atteone | Atteone | Atteone | Atteone | Atteone | Atteone |         |         |         |         |  |  | Labdaco  | Labdaco  | Labdaco  | Labdaco  | Labdaco  | Labdaco  |  |  |  |  |  |  |  |  |  |  |  |  |  |  |  |  |  |  |  |  |  |  |  |  |  |  |  |  |  |  |
|         |         |         |         | Penteo  | Penteo  | Penteo  | Penteo  | Penteo  | Penteo  |       |       |          |          |          |          |          |          |          |          | Dioniso  | Dioniso  | Dioniso  | Dioniso  | Dioniso  | Dioniso  |      |      |        |        |        |        |        |        |     |     | Palemone | Palemone | Palemone | Palemone | Palemone | Palemone |          |          |          |          |  |  |         |         |         |         | Atteone | Atteone | Atteone | Atteone | Atteone | Atteone |         |         |         |         |  |  | Labdaco  | Labdaco  | Labdaco  | Labdaco  | Labdaco  | Labdaco  |  |  |  |  |  |  |  |  |  |  |  |  |  |  |  |  |  |  |  |  |  |  |  |  |  |  |  |  |  |  |
|         |         |         |         | Oclaso  |         |         |         |         |         |       |       |          |          |          |          |          |          |          |          |          |          |          |          |          |          |      |      |        |        |        |        |        |        |     |     |          |          |          |          |          |          |          |          |          |          |  |  |         |         |         |         |         |         |         |         |         |         |         |         |         |         |  |  |          |          |          |          |          |          |  |  |  |  |  |  |  |  |  |  |  |  |  |  |  |  |  |  |  |  |  |  |  |  |  |  |  |  |  |  |
|         |         |         |         |         |         |         |         |         |         |       |       |          |          |          |          |          |          |          |          |          |          |          |          |          |          |      |      |        |        |        |        |        |        |     |     |          |          |          |          |          |          |          |          |          |          |  |  |         |         |         |         |         |         |         |         |         |         |         |         |         |         |  |  |          |          |          |          |          |          |  |  |  |  |  |  |  |  |  |  |  |  |  |  |  |  |  |  |  |  |  |  |  |  |  |  |  |  |  |  |
|         |         |         |         |         |         |         |         |         |         |       |       |          |          |          |          |          |          |          |          |          |          |          |          |          |          |      |      |        |        |        |        |        |        |     |     |          |          |          |          |          |          |          |          |          |          |  |  |         |         |         |         |         |         |         |         |         |         |         |         |         |         |  |  |          |          |          |          |          |          |  |  |  |  |  |  |  |  |  |  |  |  |  |  |  |  |  |  |  |  |  |  |  |  |  |  |  |  |  |  |
|         |         |         |         | Meneceo |         |         |         |         |         |       |       |          |          |          |          |          |          |          |          |          |          |          |          |          |          |      |      |        |        |        |        |        |        |     |     |          |          |          |          |          |          |          |          |          |          |  |  |         |         |         |         |         |         |         |         |         |         |         |         |         |         |  |  |          |          |          |          |          |          |  |  |  |  |  |  |  |  |  |  |  |  |  |  |  |  |  |  |  |  |  |  |  |  |  |  |  |  |  |  |
|         |         |         |         |         |         |         |         |         |         |       |       |          |          |          |          |          |          |          |          |          |          |          |          |          |          |      |      |        |        |        |        |        |        |     |     |          |          |          |          |          |          |          |          |          |          |  |  |         |         |         |         |         |         |         |         |         |         |         |         |         |         |  |  |          |          |          |          |          |          |  |  |  |  |  |  |  |  |  |  |  |  |  |  |  |  |  |  |  |  |  |  |  |  |  |  |  |  |  |  |
|         |         |         |         |         |         |         |         |         |         |       |       |          |          |          |          |          |          |          |          |          |          |          |          |          |          |      |      |        |        |        |        |        |        |     |     |          |          |          |          |          |          |          |          |          |          |  |  |         |         |         |         |         |         |         |         |         |         |         |         |         |         |  |  |          |          |          |          |          |          |  |  |  |  |  |  |  |  |  |  |  |  |  |  |  |  |  |  |  |  |  |  |  |  |  |  |  |  |  |  |
|         |         |         |         | Creonte | Creonte | Creonte | Creonte | Creonte | Creonte |       |       |          |          | Giocasta | Giocasta | Giocasta | Giocasta | Giocasta | Giocasta |          |          | Laio     | Laio     | Laio     | Laio     | Laio | Laio |        |        |        |        |        |        |     |     |          |          |          |          |          |          |          |          |          |          |  |  |         |         |         |         |         |         |         |         |         |         |         |         |         |         |  |  |          |          |          |          |          |          |  |  |  |  |  |  |  |  |  |  |  |  |  |  |  |  |  |  |  |  |  |  |  |  |  |  |  |  |  |  |
|         |         |         |         | Creonte | Creonte | Creonte | Creonte | Creonte | Creonte |       |       |          |          | Giocasta | Giocasta | Giocasta | Giocasta | Giocasta | Giocasta |          |          | Laio     | Laio     | Laio     | Laio     | Laio | Laio |        |        |        |        |        |        |     |     |          |          |          |          |          |          |          |          |          |          |  |  |         |         |         |         |         |         |         |         |         |         |         |         |         |         |  |  |          |          |          |          |          |          |  |  |  |  |  |  |  |  |  |  |  |  |  |  |  |  |  |  |  |  |  |  |  |  |  |  |  |  |  |  |
|         |         |         |         |         |         |         |         |         |         |       |       |          |          |          |          |          |          |          |          |          |          |          |          |          |          |      |      |        |        |        |        |        |        |     |     |          |          |          |          |          |          |          |          |          |          |  |  |         |         |         |         |         |         |         |         |         |         |         |         |         |         |  |  |          |          |          |          |          |          |  |  |  |  |  |  |  |  |  |  |  |  |  |  |  |  |  |  |  |  |  |  |  |  |  |  |  |  |  |  |
|         |         |         |         |         |         |         |         |         |         |       |       |          |          |          |          |          |          |          |          |          |          |          |          |          |          |      |      |        |        |        |        |        |        |     |     |          |          |          |          |          |          |          |          |          |          |  |  |         |         |         |         |         |         |         |         |         |         |         |         |         |         |  |  |          |          |          |          |          |          |  |  |  |  |  |  |  |  |  |  |  |  |  |  |  |  |  |  |  |  |  |  |  |  |  |  |  |  |  |  |
|         |         |         |         |         |         |         |         |         |         | Edipo |       |          |          |          |          |          |          |          |          |          |          |          |          |          |          |      |      |        |        |        |        |        |        |     |     |          |          |          |          |          |          |          |          |          |          |  |  |         |         |         |         |         |         |         |         |         |         |         |         |         |         |  |  |          |          |          |          |          |          |  |  |  |  |  |  |  |  |  |  |  |  |  |  |  |  |  |  |  |  |  |  |  |  |  |  |  |  |  |  |
|         |         |         |         |         |         |         |         |         |         |       |       |          |          |          |          |          |          |          |          |          |          |          |          |          |          |      |      |        |        |        |        |        |        |     |     |          |          |          |          |          |          |          |          |          |          |  |  |         |         |         |         |         |         |         |         |         |         |         |         |         |         |  |  |          |          |          |          |          |          |  |  |  |  |  |  |  |  |  |  |  |  |  |  |  |  |  |  |  |  |  |  |  |  |  |  |  |  |  |  |
|         |         |         |         |         |         |         |         |         |         |       |       |          |          |          |          |          |          |          |          |          |          |          |          |          |          |      |      |        |        |        |        |        |        |     |     |          |          |          |          |          |          |          |          |          |          |  |  |         |         |         |         |         |         |         |         |         |         |         |         |         |         |  |  |          |          |          |          |          |          |  |  |  |  |  |  |  |  |  |  |  |  |  |  |  |  |  |  |  |  |  |  |  |  |  |  |  |  |  |  |
|         |         |         |         |         |         |         |         |         |         |       |       |          |          |          |          |          |          |          |          |          |          |          |          |          |          |      |      |        |        |        |        |        |        |     |     |          |          |          |          |          |          |          |          |          |          |  |  |         |         |         |         |         |         |         |         |         |         |         |         |         |         |  |  |          |          |          |          |          |          |  |  |  |  |  |  |  |  |  |  |  |  |  |  |  |  |  |  |  |  |  |  |  |  |  |  |  |  |  |  |
|         |         |         |         | Eteocle | Eteocle | Eteocle | Eteocle | Eteocle | Eteocle |       |       | Polinice | Polinice | Polinice | Polinice | Polinice | Polinice |          |          | Antigone | Antigone | Antigone | Antigone | Antigone | Antigone |      |      | Ismene | Ismene | Ismene | Ismene | Ismene | Ismene |     |     |          |          |          |          |          |          |          |          |          |          |  |  |         |         |         |         |         |         |         |         |         |         |         |         |         |         |  |  |          |          |          |          |          |          |  |  |  |  |  |  |  |  |  |  |  |  |  |  |  |  |  |  |  |  |  |  |  |  |  |  |  |  |  |  |

## Curiosità
- Ben duecento anni prima che nascesse il detto vittoria di Pirro, per indicare una vittoria pagata a caro prezzo i greci si servivano dell'espressione vittoria cadmea (cfr. Erodoto, Storie I, 166).

- Il suicidio per impiccagione di Giocasta deriva forse da un'immagine trasfigurata nel mito: quella delle mezzelune che i tebani appendevano agli alberi per onorare la dea Selene.